# Fockbek
Fockbek (Danish: Fokbæk) là một đô thị thuộc quận Rendsburg-Eckernförde, bang Schleswig-Holstein.It is situated approx. 5 km west of Rendsburg.